# Kokořín
Kokořín (en allemand : Kokorschin) est une commune du district de Mělník, dans la région de Bohême-Centrale, en République tchèque. Sa population s'élevait à 368 habitants en 2020.

## Géographie
Kokořín se trouve dans le parc paysager de Kokořínsko-Macha, à 5 km à l'ouest-sud-ouest de Mšeno, à 11 km au nord-est de Mělník et à 41 km au nord-nord-est de Prague.
La commune est limitée par Dobřeň au nord, par Mšeno à l'est, par Kanina au sud-est, par Vysoká au sud-ouest, et par Želízy et Vidim à l'ouest.

## Histoire
La première mention écrite de la localité date de 1320.

## Administration
La commune se compose de six quartiers :
- Březinka
- Janova Ves
- Kokořín
- Kokořínský důl
- Šemanovice
- Truskavna